# Aeroporto de Estocolmo-Bromma
O Aeroporto de Estocolmo-Bromma  (código IATA: BMA, código ICAO: ESSB) - em sueco Stockholm-Bromma flygplats e em inglês Stockholm Bromma Airport - é um aeroporto localizado em Bromma, um subúrbio da cidade de Estocolmo, na Suécia.

Fica situado a nove quilómetros do centro de Estocolmo.

É o terceiro aeroporto da Suécia, com capacidade para receber dois milhões e meio de passageiros por ano.

A ligação de autocarro (ônibus) a Estocolmo leva uns 15 minutos.

Cerca de 110 pessoas trabalham neste aeroporto.